# Gulf (prowincja)
Prowincja Gulf (ang. Gulf Province) – prowincja Papui-Nowej Gwinei, położona w południowej części kraju, nad Zatoką Papua. Ośrodkiem administracyjnym prowincji jest miasto Kerema (5,1 tys.).